# San Donà di Piave
San Dona di Piave település Olaszországban, Veneto régióban, Velence megyében. Lakosainak száma 41 535 fő (2023. január 1.). San Donà di Piave Cessalto, Fossalta di Piave, Jesolo, Musile di Piave, Noventa di Piave, Torre di Mosto, Ceggia, Eraclea és Salgareda községekkel határos.

## Népesség
A település népességének változása:
| Lakosok száma | 41 883 | 41 794 | 41 535 |
|               | 2017   | 2018   | 2023   |